# 比勒費爾德阿米尼亞德國體育會
比勒费尔德·阿米尼亚德国体育俱乐部（德語：Deutsche Sport-Club Arminia Bielefeld）是位於德國西部北萊茵-威斯特法倫州比勒费尔德市以足球為主的體育會，於1905年成立，現時在德國丙組聯賽作賽。比勒費爾德曾經七次參與德甲聯賽，但每一次都逃不到降班的命運，2004-2005年球季再次挑戰德甲，以第十三名完成聯賽。2005年比勒費爾德於德國盃第二圈擊敗科特布斯歷史性晉級16強賽事。2025年德国盃再歷史性擊敗利華古遜殺入決賽。

## 歷史
比勒費爾德於1905年5月3日成立，初時名為「比勒费尔德阿米尼亚足球俱乐部」（Bielefelder Fussball-Club Arminia），於1926年1月30日才採用現時的名稱。阿米尼亚（Arminia）是阿米尼烏斯（拉丁文名）或赫尔曼（Hermann）的女性化名字，是条顿森林之战（Battle of the Teutoburg Forest）阻止羅馬帝國入侵德國北部的傳奇英雄。
比勒費爾德是著名的升降機球隊，是升級德甲次數（8次）及降級次數（6次）最多的球隊。比勒費爾德在德甲逗留最長是1980-81年到1984-85年共五個球季，期間於1982-83年及1983-84年取得第八名是比勒費爾德在德甲的最佳成績，最近的一次是在2004-05年再次升級。
比勒費爾德是1971年德甲賄賂醜聞的主角，球隊賄賂包括、柏林赫塔、及科隆的球員企圖保留德甲的席位，東窗事發後，比勒費爾德被取消當季獲得的所有分數，罰降級到地區西部聯賽（II），涉案的球員被罰停賽。
雖然近年來球隊不斷上上落落，但比勒費爾德曾有過輝煌的歷史，在二十年代奪得多屆地區錦標賽冠軍，在德甲於1963年成立後，比勒費爾德大部分時間在德甲或之下的第二級聯賽作賽，只曾於1988-89年到1994-95年間的七年降級至第三級聯賽。

## 主場球場

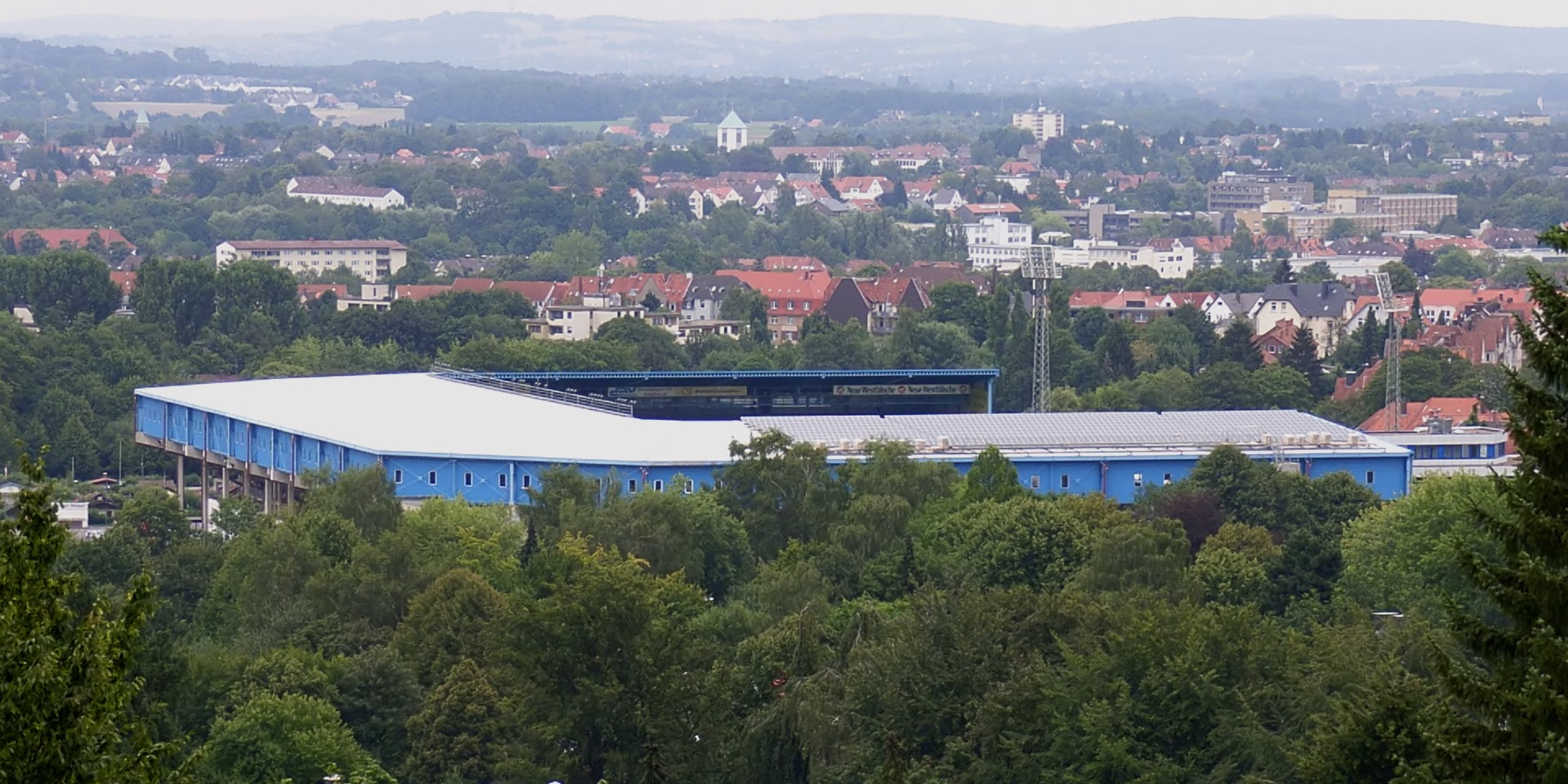
旭格竞技场

旭格竞技场，冠名前稱為阿尔姆体育场（Stadion Alm）或比勒费尔德·阿尔姆（Bielefelder Alm），由比勒費爾德擁有用作球隊主場的足球比賽。球場始建於1926年，從一名農夫手中購入土地，初時的球場尚未成形，一名比勒費爾德會員戲稱如有多幾隻牛，球場便活脫是一片「阿尔姆」（Alm），即德語的阿尔卑斯草原。直到1957年才建成首座看台。
1971年以前的看台全為立席，當比勒費爾德升級到德甲時，才開始興建首個坐席看台。直到1978年已建成三面新看台，可容納34,222名觀眾。但到1985年，因為結構問題，容量減至18,500人，及後更進一步減到15,000人。
重建
1996年重建工程展開，北看台首先重建，接著是西看台，容量增加到22,512人；南看台在1999年重建，容納觀眾人數再增加到26,601人；最後東看台在2007年6月重建，最終容量為28,008人。

重建後的看台分佈
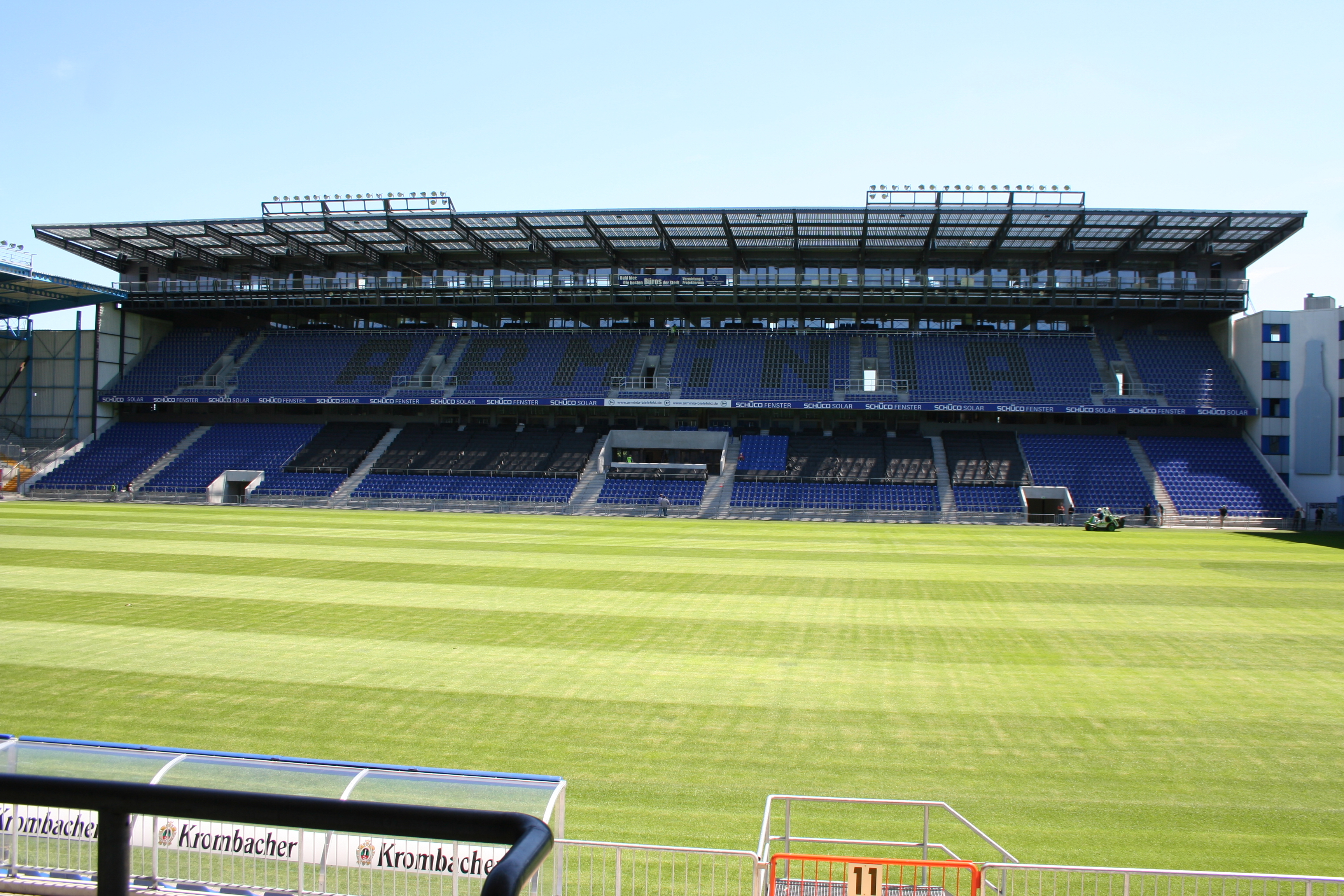
新建的東看台
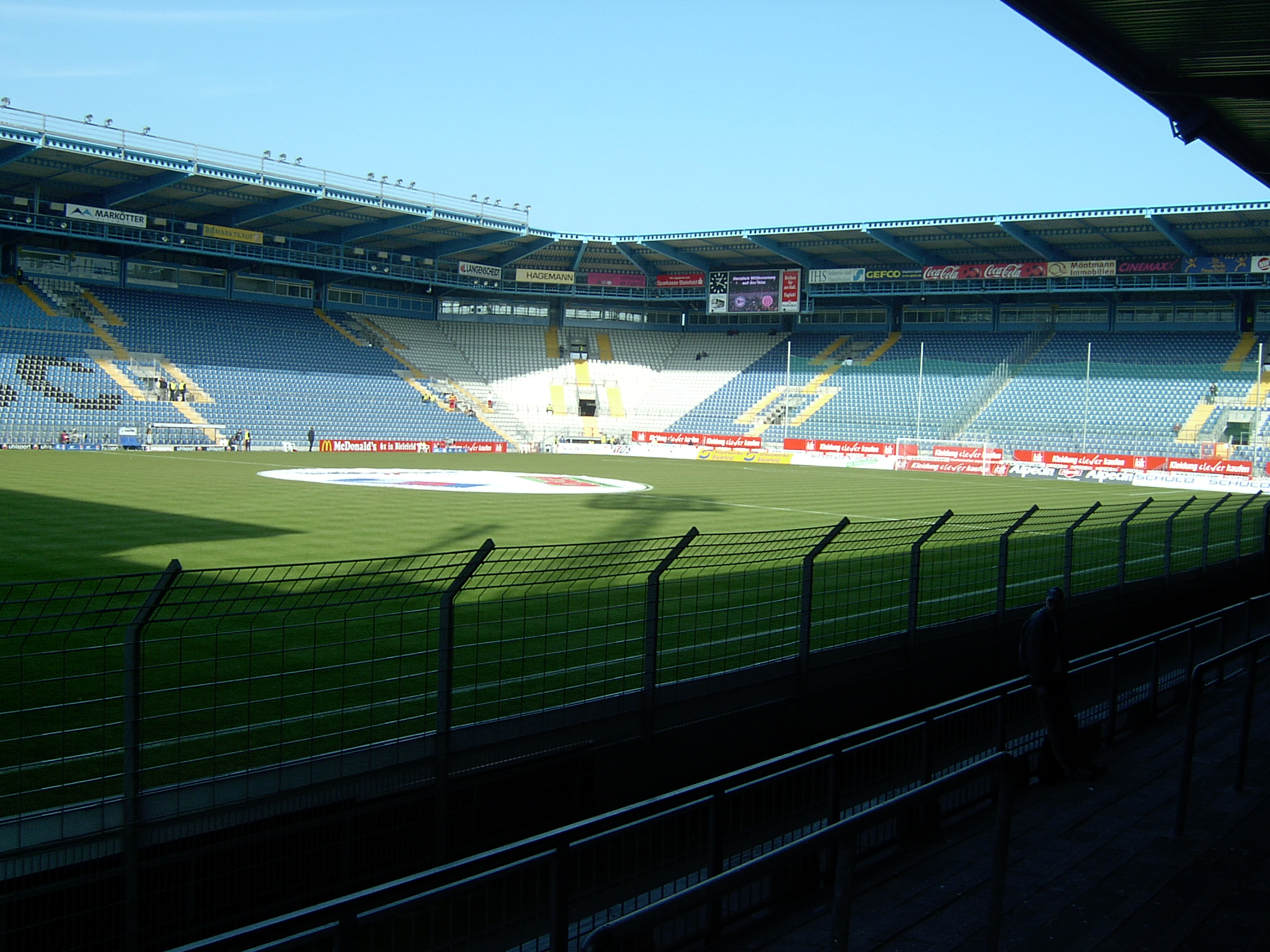
西北角
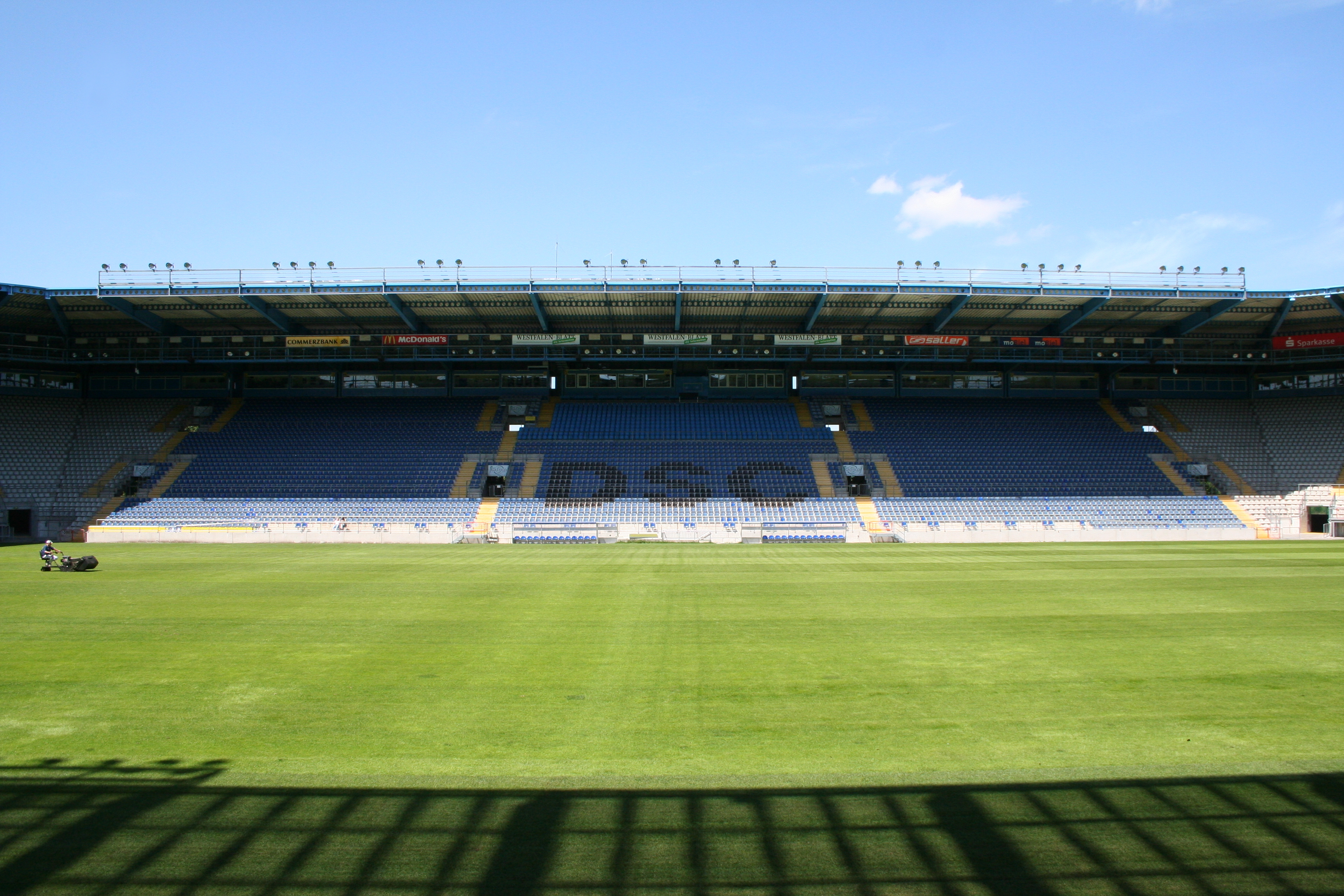
西看台

## 外部連結
- http://www.dsc-arminia-bielefeld.de/ （页面存档备份，存于）